# Teinobasis laidlawi
Teinobasis laidlawi är en trollsländeart som beskrevs av Douglas E. Kimmins 1936. Teinobasis laidlawi ingår i släktet Teinobasis och familjen dammflicksländor. Inga underarter finns listade i Catalogue of Life.